# Santa Cruz del Valle Urbión
Santa Cruz del Valle Urbión es un municipio y localidad española de la provincia de Burgos, en la comunidad autónoma de Castilla y León. El término municipal, ubicado en la comarca de Montes de Oca y el partido judicial de Briviesca, tiene una población de 103 habitantes (INE 2024).

## Geografía

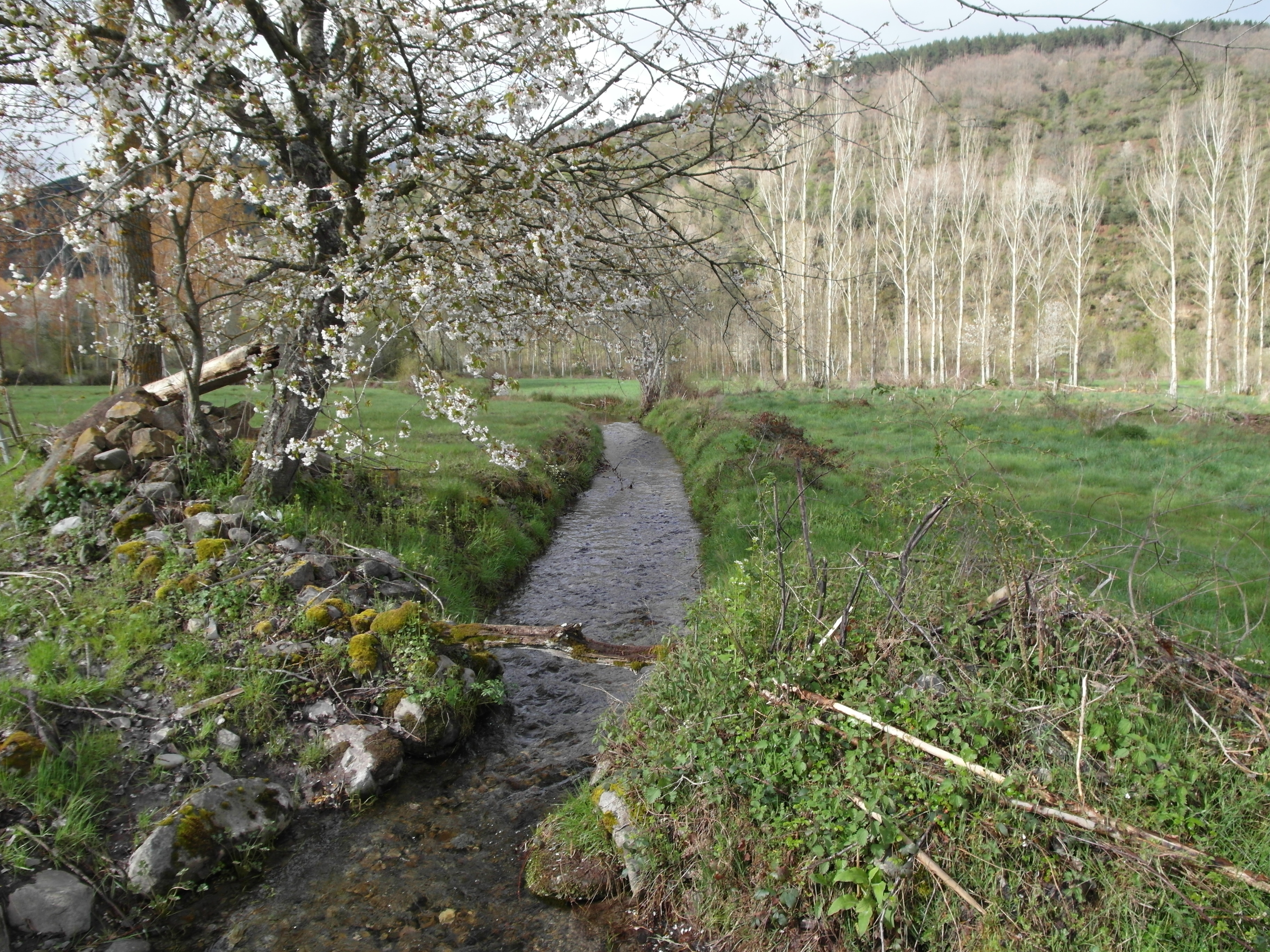
Prados en Santa Cruz del Valle Urbión

Tiene un área de 33,92 km² con una población de 101 habitantes (INE 2007) y una densidad de 2,98 hab/km².
El pico Torruco-San Millán se encuentra en su término municipal.

## Historia
Es nombrada en el fuero de Cerezo, el cual fue concedido por Alfonso VII de León, el 10 de enero de 1146, a la villa de  Cerezo de Río Tirón. Entre las 134 aldeas nombradas que pertenecen al alfoz de Cerezo, aparece Sancta Crux del Valle junto a Halariza y Valmala.
Posteriormente, la villa perteneció al Concejo de Santa Cruz, Soto y Garganchón, en el partido de Santo Domingo de la Calzada, con jurisdicción de señorío ejercida por el conde de Erbauz que nombraba su alcalde ordinario.
Está documentado que durante el siglo XII, sus habitantes tenían derecho a expresarse en euskera ante los merinos mayores de Castilla.Muestra de la realidad plurilingüe que se produjo en la cara norte de la sierra de la Demanda, fruto de las repoblaciones de las tierras recuperadas de los musulmanes, que sucedieron en el contexto la Reconquista. Efectuadas con población vasca y otros grupos provenientes de la cornisa cantábrica.
A la caída del Antiguo Régimen queda constituida como ayuntamiento constitucional del mismo nombre en el partido de Belorado, región de Castilla la Vieja, contaba entonces con  140 habitantes. A mediados del siglo XIX, el lugar tenía contabilizadas 59 casas. Aparece descrito en el séptimo volumen del Diccionario geográfico-estadístico-histórico de España y sus posesiones de Ultramar de Pascual Madoz de la siguiente manera:

CRUZ DEL VALLE [Sta.]: l. con ayunt. en la prov., dióc. aud. terr. y c. g. de Burgos [6 1/2 leg.], part. jud. de Belorado [2 1/2]: sit. entre dos cuestas muy elevadas, que la mayor parte del año estan cubiertas de nieve, rodeado al mismo tiempo de montes, cuyas maderas de roble y haya solo sirven para quemar; es combatido únicamente por el viento N., siendo su clima húmedo y frio, y las enfermedades mas comunes los constipados y pulmonias. Tiene 59 casas con la de ayunt.; una escuela dotada con 500 rs.; una igl. parr. [Ntra. Sra. de la Asuncion] servida por un cura, un racionero y un sacristan; la provision de aquellos corresponde al diocesano, debiendo recaer siempre la eleccion en hijos patrimoniales; tiene por anejo el pueblo de Soto. Confina el term. N. con Garganchon; E. Pradoluengo; S. y O. Valmala; comprende un r., que naciendo al pie de la sierra de Urbion, corre á las inmediaciones del pueblo, y va á morir á dist. de leg. y media en el r. Tiron. prod.: granos y buenas yerbas de pasto; cria ganado lanar, cabrio y vacuno. ind. y comercio: la agrícola, dos molinos harineros de una sola piedra cada uno, la fabricacion de sayales y la venta de leñas. pobl.: 35 vec., 140 alm. cap. prod.: 308,300 rs. imp.: 29,590. contr.: 3,965.
(Madoz, 1847, p. 183)

## Demografía
Santa Cruz del Valle Urbión cuenta con una población de 103 habitantes (INE 2024).
| Gráfica de evolución demográfica de Santa Cruz del Valle Urbión entre 1842 y 2021 |
| |
| Población de derecho según los censos de población del INE. Población de hecho según los censos de población del INE.En estos censos se denominaba Santa Cruz del Valle: 1842, 1857, 1860, 1877, 1887, 1897, 1900 y 1910. |

| 1991 |  | 1996 |  | 2001 |  | 2004 |
| ---- |  | ---- |  | ---- |  | ---- |
| 143  |  | 133  |  | 118  |  | 114  |

## Patrimonio

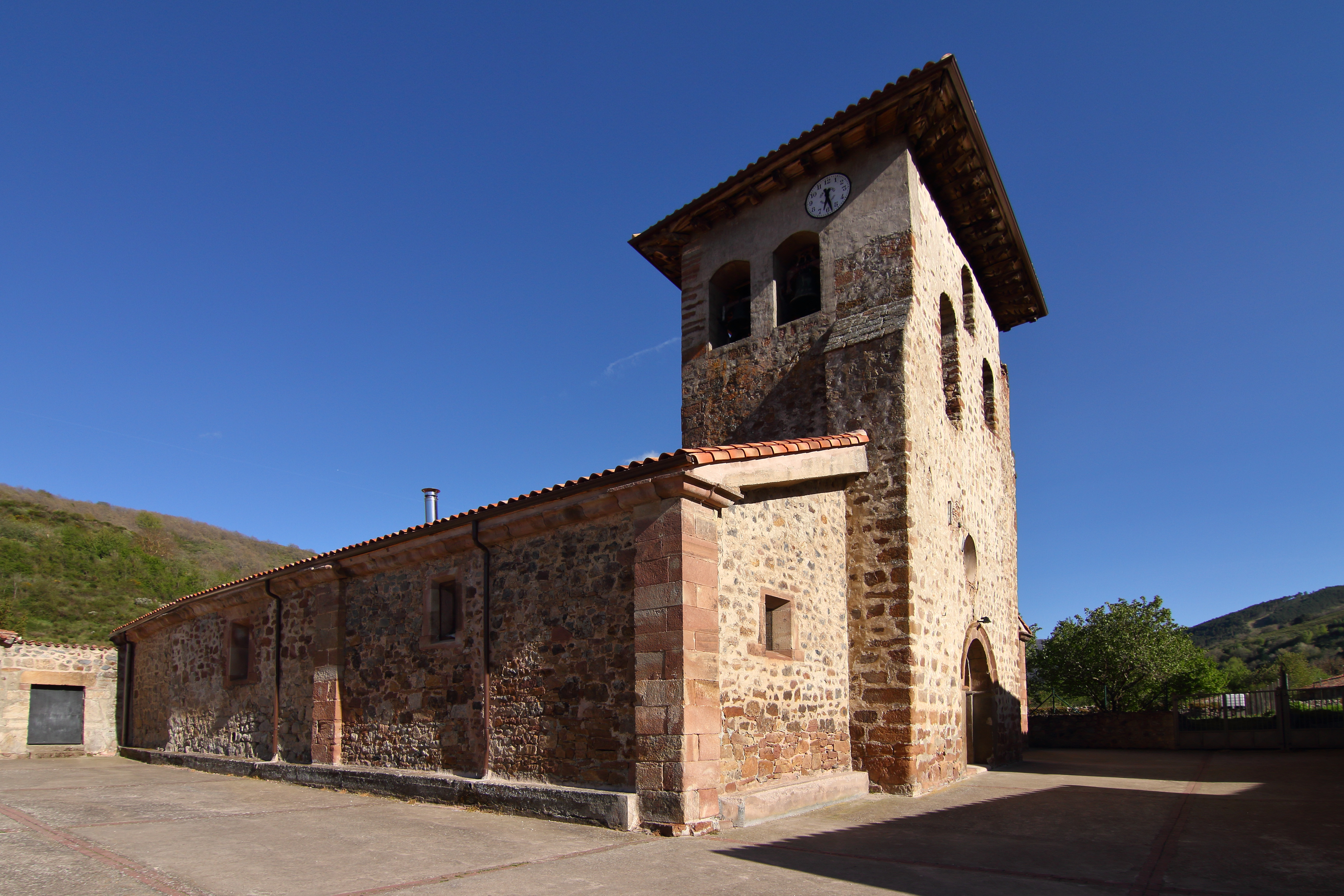
Iglesia de Nuestra Señora

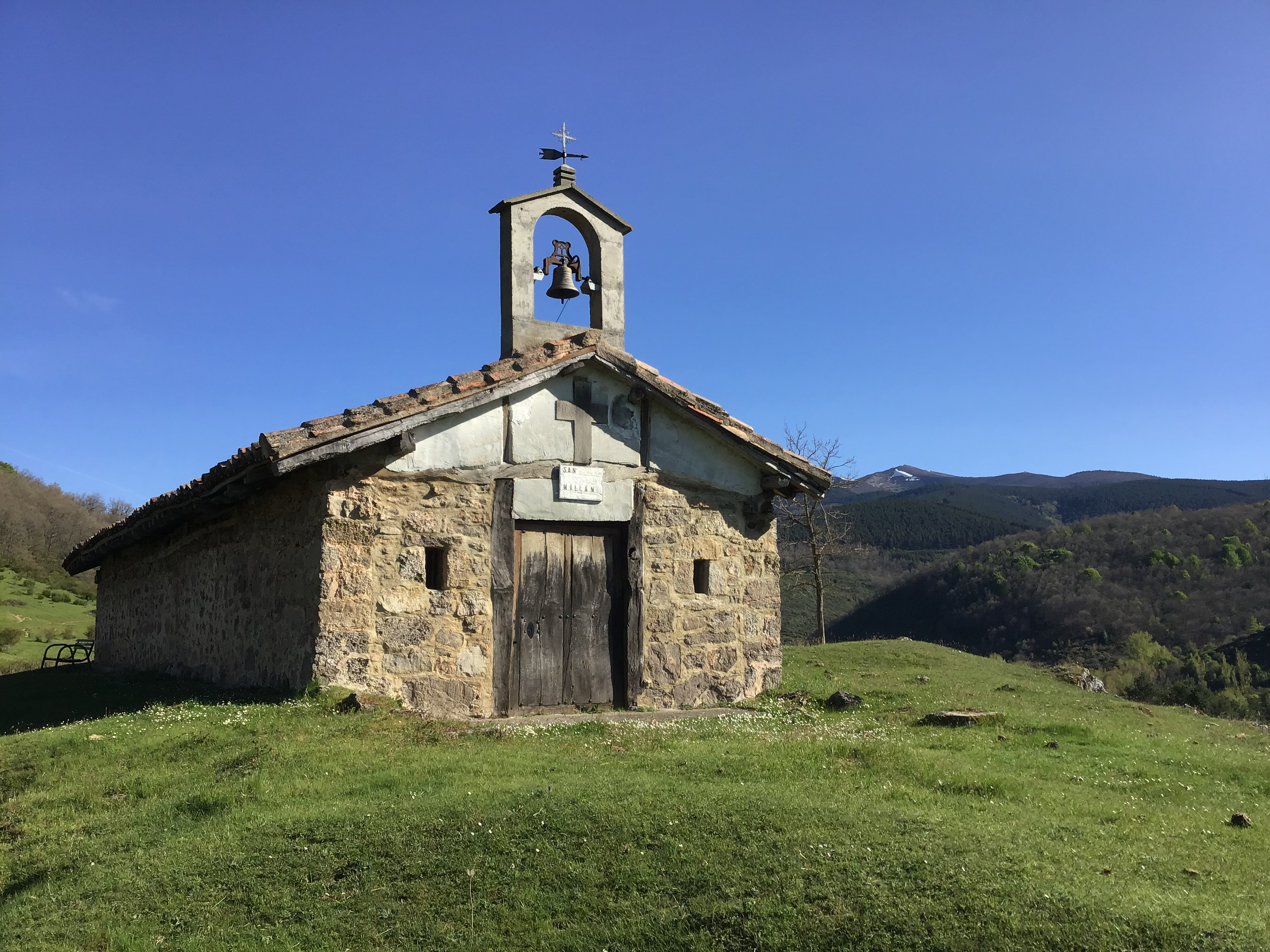
Ermita de San Millán

En Santa Cruz del valle se encuentra la iglesia de la Asunción de Nuestra Señora, de culto católico y dependiente de la parroquia de Pradoluengo en el arciprestazgo de Oca-Tirón, diócesis de Burgos. En el barrio de Soto del Valle se encuentra la iglesia de San Pedro Apóstol.

## Fiestas
- Romería a San Millán, 16 de junio
- San Pedro Apóstol, 29 de junio.
- Acción de Gracias, segunda quincena de septiembre.